# Dolina Górnej Mierzawy
Dolina Górnej Mierzawy este o arie protejată (sit de importanță comunitară — SCI) din Polonia întinsă pe o suprafață de 912,44 ha, integral pe uscat.

## Localizare
Centrul sitului Dolina Górnej Mierzawy este situat la coordonatele 50°30′03″N 20°02′59″E / 50.5008°N 20.0497°E.

## Înființare
Situl Dolina Górnej Mierzawy a fost declarat sit de importanță comunitară în octombrie 2009 pentru a proteja 7 specii de animale.

## Biodiversitate
Situată în ecoregiunea continentală, aria protejată conține 2 habitate naturale: Pajiști cu Molinia pe soluri calcaroase, turboase sau argilos-nămoloase (Molinion caeruleae), Fânețe de joasă altitudine (Alopecurus pratensis, Sanguisorba officinalis).
La baza desemnării sitului se află mai multe specii protejate:
- amfibieni (2): buhai de baltă cu burta roșie (Bombina bombina), triton cu creastă (Triturus cristatus)
- mamifere (2): castor (Castor fiber), vidră de râu (Lutra lutra)
- nevertebrate (3): fluturele purpuriu (Lycaena dispar), Lycaena helle, Phengaris teleius